# み
み en hiragana ou ミ en katakana sont deux kanas, caractères japonais qui représentent la même more. Ils sont prononcés /mi/ et occupent la 32e place de leur syllabaire respectif, entre ま et む.

## Origine
L'hiragana み et le katakana ミ proviennent, via les man'yōgana, des kanjis 美 et 三, respectivement.

## Romanisation
Selon les systèmes de romanisation Hepburn, Kunrei et Nihon, み et ミ se romanisent en « mi ».

## Tracé
L'hiragana み s'écrit en deux traits.

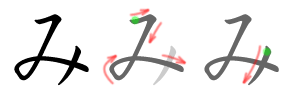
Ordre des traits pour み

1. Trait horizontal, suivi d'une courbe diagonale vers la gauche, formant une boucle et finissant vers la droite.
2. Trait vertical, coupant la partie finale du premier trait, légèrement incurvé sur la gauche à la fin.

Le katakana ミ s'écrit en trois traits.

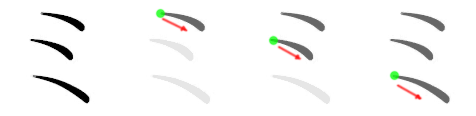
Ordre des traits pour ミ

1. Trait horizontal, légèrement descendant.
2. Trait similaire, situé au-dessous.
3. Trait également similaire, situé là encore au-dessous.

## Représentation informatique
- Unicode[1],[2] :
  - み : U+307F
  - ミ : U+30DF